# Sad Motion
Sad Motion, ett av de första soul/funkbanden i Sverige.
Mellan åren 1979 och 1982 kom flera omtyckta låtar ut, bl.a. Windsurfing och Den där festen. Gruppen fick första pris som årets bästa discoband och -låt 1980. Windsurfing blev också en av Sveriges första "pop"-videor. Gruppens låtar skrevs mestadels av Tomas Blank, som också var arrangör och keyboardist.
Många av deras låtar spelades mycket på radio under 80-talet och gruppen var även uppskattad live.